# San Antonio Stars 2017
La stagione 2017 delle San Antonio Stars fu la 21ª nella WNBA per la franchigia.
Le San Antonio Stars arrivarono seste nella Western Conference con un record di 8-26, non qualificandosi per i play-off.

## Roster
| N° | Naz.                   | Ruolo | Sportivo          | Anno | Alt. | Peso |
| -- | ---------------------- | ----- | ----------------- | ---- | ---- | ---- |
| 1  | Stati Uniti (bandiera) | A     | Monique Currie    | 1983 | 183  | 78   |
| 4  | Stati Uniti (bandiera) | G     | Moriah Jefferson  | 1994 | 168  | 55   |
| 5  | Stati Uniti (bandiera) | A     | Dearica Hamby     | 1993 | 191  | 83   |
| 6  | Stati Uniti (bandiera) | GA    | Alex Montgomery   | 1988 | 185  | 84   |
| 7  | Stati Uniti (bandiera) | GA    | Haley Peters      | 1992 | 194  | 81   |
| 10 | Stati Uniti (bandiera) | G     | Kelsey Plum       | 1994 | 173  | 66   |
| 12 | Stati Uniti (bandiera) | A     | Nia Coffey        | 1995 | 185  | 77   |
| 14 | Brasile (bandiera)     | C     | Érika             | 1982 | 196  | 86   |
| 14 | Stati Uniti (bandiera) | G     | Shay Murphy       | 1985 | 180  | 74   |
| 17 | Stati Uniti (bandiera) | G     | Sequoia Holmes    | 1986 | 185  | 70   |
| 20 | Stati Uniti (bandiera) | C     | Isabelle Harrison | 1993 | 191  | 83   |
| 21 | Stati Uniti (bandiera) | A     | Cierra Burdick    | 1993 | 188  | 78   |
| 21 | Stati Uniti (bandiera) | GA    | Kayla McBride     | 1992 | 180  | 79   |
| 22 | Stati Uniti (bandiera) | A     | Sophie Brunner    | 1995 | 185  | 85   |
| 40 | Canada (bandiera)      | C     | Kayla Alexander   | 1991 | 193  | 88   |
| 51 | Stati Uniti (bandiera) | G     | Sydney Colson     | 1989 | 173  | 64   |

## Staff tecnico
- Allenatore: Vickie Johnson
- Vice-allenatori: Latricia Trammell, Joi Williams
- Preparatore atletico: Tonya Holley
- Preparatore fisico: Chrissy Stragisher